# 461
Cette page concerne l'année 461  du calendrier julien. Pour l'année 461 av. J.-C., voir 461 av. J.-C. Pour le nombre 461, voir 461 (nombre).
L'année 461 est une année commune qui commence un dimanche.

## Événements
- Juin ou juillet : Majorien fait célébrer les jeux du cirque à Arles à son retour d'Espagne[1].
- 2 et 7 août : Ricimer renverse et tue Majorien  à Tortona[2].
- 14 ou 18 novembre : concile de Tours[3].
- 19 novembre : 
  - Ricimer fait proclamer empereur d’Occident Libius Severus (431-465), un Italien de Lucanie, qui ne joue aucun rôle effectif[2].
  - Début du pontificat de Hilaire (fin en 468)[4].
- Ægidius, magister militum en Gaule, refuse de reconnaître Libius Sévère[5]. Un domaine gallo-romain autonome du pouvoir central romain apparaît en Gaule.
- Ricimer accorde le territoire de Lyon aux Burgondes qui en font la résidence de leurs rois. Ils occupent toute la vallée du Rhône jusqu’à la Provence[5].
- Disparition de la statue chryséléphantine de Zeus à Olympie.

## Naissances en 461
- Saint Guénolé, fondateur de l'abbaye de Landévennec.

## Décès en 461
- 17 mars : Patrick, évangélisateur de l’Irlande (v.385-461?). Il est le créateur d’une nouvelle Église, principalement constituée de monastères.
- 7 août : Majorien, empereur romain d'Occident[2].
- 10 novembre : Léon Ier le Grand, pape[4].